# Gavinané
Gavinané is een gemeente (commune) in de regio Kayes in Mali. De gemeente telt 15.700 inwoners (2009).
De gemeente bestaat uit de volgende plaatsen:
- Arifounda
- Ballé Kadiel
- Birou Grand
- Birou Petit
- Boedé Thiowé
- Demba Demba
- Diamera II
- Diamera Asseif
- Diaye Salif
- Diongui Diongui
- Farandalah
- Farandallel
- Gavinané
- Gourel Bouyari
- Kadiel Pobis
- Koumaringa
- Lewa Ardo Sadio
- Lewa Deleima
- Lewé Decollé
- Lougou–Pouré
- Toukoro
- Touro